# Вержбна (герб)
Вержбна (Вербна, Вержбно, пол. Wierzbna, Wierzbno) — шляхетський герб сілезького походження, вживаний в Речі Посполитій.

## Опис герба
В блакитному полі, розділеному надвоє по горизонталі золотою балкою, у верхній і нижній половині по три золоті лілії, розташованих поруч, і притому так, що нижня середня лілія розміщена трохи більше до краю підошви щита. Клейнод: над шоломом з короною золотий стовп (колона) з короною на верху, пробитий стрілою, що летить вгору від лівого боку до правого. Намет блакитний, підбитий золотом. 
За даними Анджея Куліковського, в клейноді зображена золота колона (без корони), прошита срібною стрілою на парекіс.

## Історія
Назва герба походить від маєтку Вержбна (Вербна) в Сілезії. Вважається, що цей герб перенесений з Богемії, де вживався багатьма шляхетськими родами.

### Найдавніші згадки
- 1261 р. — печатка Яна з Вержбна
- 1283 р. — печатка Стефана з Вержбна
- 1315 р. — печатка Генрика з Вержбна, каноніка Вроцлавського

## Роди
Базилевичі (Bazylewicz), Брантальські (Brantalski), Вендорфи (Wendorf), Вендорффи (Wendorff), Вержбни (Wierzbna), Вержбновські (Вєжбновські) (Wierzbnowski), Вержвінські (Вєжвінські) (Wierzwiński), Гринфари (Grynfar) (фактично у них герб "Гринфар", відміна гербу "Вержбна"), Гроновські (Gronowski), Лащинські (Łaszczyński), Лещі (Лящі) (Leszcz), Лещинські (Leszczyński), Лоташевські (Łotaszewski), Лящинські (Laszczyński), Павловські (Pawłowski), Ридзенські (Rydzeński), Ридзінські (Ридзинські) (Rydziński, Rydzyński), Сломчинські (Słomczyński), Слончинські (Słonczyński), Федоровичі (Fedorowicz, Fiedorowicz), Шитци (Szytz), Юстімонти (Justimont)
- Василь Базилевич, колезький радник, 16 березня 1826 жалуваний дипломом на спадкову дворянську гідність Російської імперії.

### Відомі представники
- Ян з Черніни — староста всховський і косцянський, каштелян мендзижецький